# Jaume Antoni Obrador i Soler
Jaume Antoni Obrador i Soler (Felanitx, 1748 - Palma, 1803) fou un sacerdot i escriptor mallorquí.
Es doctorà en Teologia i exercí els sants oficis de sacerdot fent de rector de la parròquia d'Andratx i de la de Bunyola, així com de qualificador de la Inquisició espanyola. L'any 1798 esdevingué membre de la Societat Econòmica Mallorquina d'Amics del País. El seu llegat literari estigué format per estudis inèdits d'astronomia i de química, així com obres de poesia i teatre en català i en castellà.